# 鬼公子炎魔
『鬼公子炎魔』（きこうし えんま）は、永井豪原作によるOVA作品。全4巻。
また、永井自身による漫画『鬼公子炎魔 -雷帝地獄変・序章-』が、『月刊マガジンZ』（講談社）2006年4月号から6月号まで短期連載されており、後に『永井豪短編集』に収録。

## 概要
永井豪による漫画・アニメ作品『ドロロンえん魔くん』の登場人物らが大人になったという設定で、コメディ色を排した本格的ホラー作品である。

## 登場人物
炎魔達以外の登場人物は、永井豪の他作品のキャラクターが原案とするスターシステムとなっている。
炎魔（えんま）
声：徳本恭敏
主人公。大人に成長したえん魔くん。閻魔大王の命で人間界に向かう。人間界ではオカルト専門の探偵・炎又郎を名乗っている。
雪鬼姫（ゆきひめ）
声：千葉紗子
ヒロイン。大人に成長した雪子姫。成人したので名前を雪鬼姫に改めた。人間界では、炎又郎の助手・雪姫子を名乗っている。
カパエル
声：佐藤せつじ
現世で人間の姿で生活している。地獄の大学で妖怪学を学び、博士号を取っている妖怪博士。子供の頃の炎魔にからかいの対象にされていた事を恨んでおり、復讐の為に炎魔に協力のふりをして罠を張り巡らせている。ただし、「ドロロンえん魔くん」の劇中では、炎魔とタッグを組むように悪行の数々を繰り広げており、特に恨むような過去はない。
膿腐吸魔〔ノブスマ〕
声：櫛田泰道
シャポ爺（シャポじい）
声：長島雄一
炎魔のアドバイザー。漫画版では既に引退しており、孫のシャポーキッドが後を継いでいる。
弁天ユリ（べんてん ユリ）
声：小林沙苗
網走直次郎（あばしり なおじろう）
声：細井治
小炎魔（こえんま）
声：甲斐田裕子
シュトロハイム・ハインリヒ
声：内田直哉
ローレライ（ローラ）・ハインリヒ
声：小松由佳
波多七美（なみた ななみ）
声：能登麻美子
サッちゃん
声： 山本麻里安
吉永（よしなが）
声：咲野俊介
鮎川アユ（あゆかわ アユ）
声： 吉住梢
法印大子（ほういん ひろこ／通称：だいこ）
声：岡本麻弥
千草（ちぐさ）
声：堀越知恵

## スタッフ
- 企画 - ダイナミック企画
- 原作 - 永井豪
- 監督・絵コンテ・演出 - 神戸守
- 脚本 - 吉岡たかを
- キャラクターデザイン - 小丸敏之
- 魔物デザイン・作画監督 - 田中良
- 美術設定 - 青木智由紀
- 美術監督 - 荒井和浩
- 色彩設計 - 原田幸子
- 撮影監督 - 高橋圭祐
- 編集 - 瀬山武司（第1巻）、内田恵（第2巻以降）
- 音楽 - 小西香菜、近藤由紀夫
- 音響監督 - 清水勝則
- プロデューサー - 徳原八州、水野さつき、藤澤宜彦
- アニメーション制作 - ブレインズ・ベース
- 製作 - バンダイビジュアル

## 主題歌
エンディングテーマ「DECADENCE」
作詞 - 谷山紀章 / 作曲・編曲 - 飯塚昌明 / 歌 - GRANRODEO

## 各話リスト
| 話数  | サブタイトル         | 発売日         |
| ----- | -------------------- | -------------- |
| 第1話 | 膿腐吸魔（ノブスマ） | 2006年8月25日  |
| 第2話 | 非躯魔（ピグマ）     | 2006年10月27日 |
| 第3話 | 禍流魔（カルマ）     | 2007年1月26日  |
| 第4話 | 炎魔（エンマ）       | 2007年3月23日  |

## 漫画
- 『鬼公子炎魔 永井豪怪奇短編集』（講談社マガジンZKC、2006年8月23日） ISBN 4-06-349257-5
- 『Satanikus ENMA ケルベロス』 - 原作：永井豪、漫画：烏山英司による続編

## ネットラジオ
千葉紗子の地獄探偵局
OVA公式サイトやランティスウェブラジオで2006年4月から2007年2月27日に配信されていたインターネットラジオ番組。司会は雪鬼姫役の千葉紗子。

## 舞台化作品
「闇演劇 鬼公子炎魔」のタイトルで舞台化。2020年12月21日から2021年1月16日まで東京ドームシティホールで、2021年1月23日から2月11日までCOOL JAPAN PARK OSAKA WWホールで上演された。ジャパンアクションエンタープライズの俳優陣が総出演し、炎魔役は浅井宏輔が演じている。
- 出演 - 浅井宏輔、松原凛、新田健太、高橋光、富永研司、伊藤よしの、北野瑠那、榮男樹、菅原健志、伊藤俊、三上真司、近藤雄太、米岡孝弘、村上歩夢、川島翔太郎、佐々木駿也、来夢、六本木康弘、下園愛弓、宮澤雪、佐藤義夫、橋本恵子、本多剛幸、中田裕士、岸本康太、林本奈々、坂梨由芽、酒井和真、神前元、向田翼、橋本仰未、石黒鉄二、伊藤茂騎、清水麟太郎、渡辺淳、大谷恭子、青木哲也、神尾直子、岡田和也、鍛治洸太朗、寒川祥吾、藤田慧、中野高志、五味涼子、蔦宗正人、藤田洋平、高田将司、縄田雄哉、高岩成二